# (38666) 2000 OR52
2000 OR52 (asteroide 38666) é um asteroide da cintura principal. Possui uma excentricidade de 0.22028790 e uma inclinação de 3.43165º.
Este asteroide foi descoberto no dia 31 de julho de 2000 por LINEAR em Socorro.